# Om Gud vil
|  | Denne artikel er oprettet af botten PalnaBot ud fra en ekstern database. Den kan derfor have sproglige fejl eller mangler. Denne skabelon kan fjernes efter kontrol af indholdet. |

Om Gud vil er en film instrueret af Mariella Harpelunde Jensen efter manuskript af Sonja Vesterholt.

## Handling
Om Gud vil er et portræt af 16 årige Rwaida fra forstaden Rinkeby i Stockholm. Rwaida er datter af Hassan og Zausan Zatara, 2 palæstinensiske flygtninge, som kom til Sverige i 1970'erne. Hun er født i Sverige. Om Gud vil er en film om identitet, kærlighed og angst. Filmen er produceret af Mechta' Film - i samarbejde med Det Danske Videoværksted.